# 台之郷町
台之郷町（だいのごうちょう）は、群馬県太田市にある地名（町丁）。郵便番号は373-0801。

## 概要
韮川地区にある町丁。

## 地理

### 台之郷町内の区
台之郷町（韮川地区）の行政区の一覧。
| 地区     | 行政区      | 読み                   | 区域           |
| -------- | ----------- | ---------------------- | -------------- |
| 韮川地区 | 台之郷町1区 | だいのごうちょういっく | 台之郷町の一部 |
| 韮川地区 | 台之郷町2区 | だいのごうちょうにく   | 台之郷町の一部 |
| 韮川地区 | 台之郷町3区 | だいのごうちょうさんく | 台之郷町の一部 |
| 韮川地区 | 台之郷町4区 | だいのごうちょうよんく | 台之郷町の一部 |
| 韮川地区 | 台之郷町5区 | だいのごうちょうごく   | 台之郷町の一部 |
| 韮川地区 | 台之郷町6区 | だいのごうちょうろっく | 台之郷町の一部 |

### 近隣町丁
- 上小林町
- 安良岡町
- 東長岡町
- 石原町
- 茂木町
- 矢場町
- 矢場新町
- 植木野町
- 韮川町

## 世帯数と人口
2022年（令和4年）3月31日現在の世帯数と人口は以下の通りである。
| 町丁     | 世帯数   | 人口   |
| -------- | -------- | ------ |
| 台之郷町 | 2320世帯 | 5301人 |

## 小・中学校の学区
市立小・中学校に通う場合、学区は以下の通りとなる。
| 番地                                                                                                 | 小学校             | 中学校             |
| --- | ------------------ | ------------------ |
| 台之郷町1区、台之郷町2区の一部（韮川用水路以西）、台之郷町3区、台之郷町4区、台之郷町5区、台之郷町6区 | 太田市立韮川小学校 | 太田市立城東中学校 |
| 台之郷町2区の一部（韮川用水路以東）                                                                  | 太田市立駒形小学校 | 太田市立城東中学校 |

## 交通

### 鉄道
西武から北部にかけて東武伊勢崎線が通っている。西部に韮川駅がある。

### 道路
- 栃木県道・群馬県道128号佐野太田線

## 施設
- 群馬県立太田東高等学校
- 太田市立韮川小学校